# Église des Saints-Serge-et-Bacchus
L'église des Saints-Serge-et-Bacchus (en grec :  Ἐκκλησία τῶν Ἁγίων Σεργίου καὶ Βάκχου ἐν τοῖς Ὁρμίσδου, Ekklēsía tôn Hagíōn Sergíou kaì Bákchou en toîs Hormísdou) est une ancienne église grecque orthodoxe de Constantinople, convertie sous l'empire ottoman en une mosquée connue aujourd'hui sous le nom de Petite Hagia Sophia (en turc : Küçük Ayasofya Camii).
L'édifice byzantin, conçu comme une église à plan centré surmonté d'une coupole, fut érigé sous Justinien au VIe siècle, probablement sur le modèle de la basilique de Sainte-Sophie de Constantinople (Hagia Sophia, formule grecque traduite par Sainte Sagesse ou  « sagesse de Dieu ») et est l'un des plus importants édifices byzantins de l'ancienne Constantinople. Dès ses origines, il fut reconnu comme un des plus beaux ornements de la cité. Pour le byzantiniste John Julius Norwich, « l'originalité de son architecture et la richesse de sa décoration sculptée en font le deuxième édifice en importance de Constantinople après Hagia Sophia elle-même  ».

## Emplacement
L'édifice se trouve dans le district de Fatih à Istanbul, près de Kumkapi et de la mer de Marmara, non loin des ruines du Grand Palais et au sud de l'Hippodrome. La ligne de chemin de fer Sirkeci-Halkali et l'avenue Kennedy le séparent de la mer.

## Historique

### Période byzantine

Plan de l'édifice.

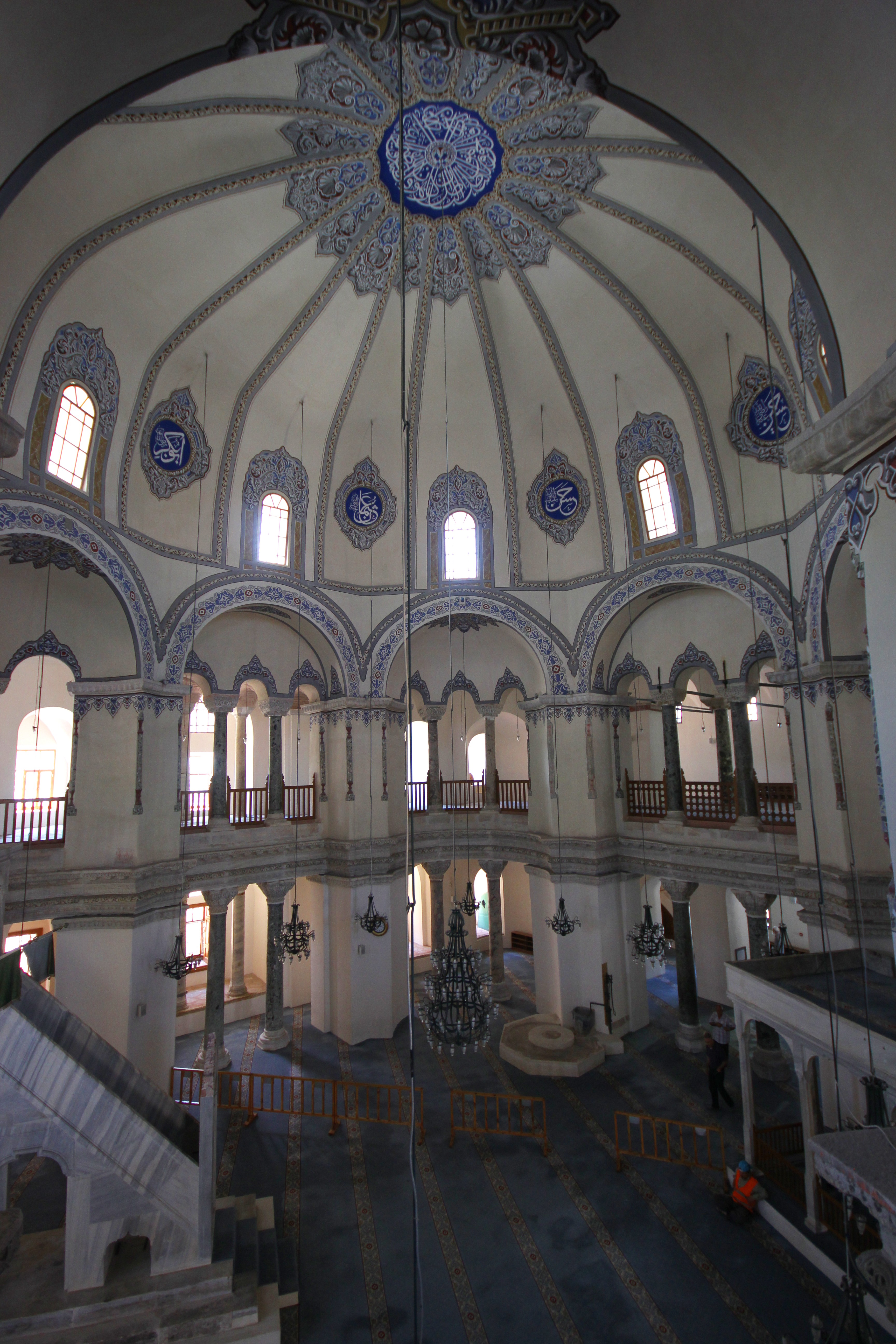
Vue générale de l'édifice en direction sud-ouest.

Selon une légende, Justinien, neveu et héritier de Justin Ier aurait été accusé de comploter contre son oncle et condamné à mort. Le châtiment aurait toutefois été évité grâce à une apparition des saints Serge et Bacchus qui se seraient portés garants devant Justin de l'innocence de son neveu. Justinien aurait été libéré et aurait repris son titre de césar. En témoignage de reconnaissance, il aurait promis de construire, lorsqu'il deviendrait empereur, une église à la mémoire des deux saints auxquels il devait la vie. Quoi qu'il en soit de la légende, la construction de l'église entre 527 et 536  fut l'un des premiers gestes qu'il posa après son avènement.
La nouvelle église fut édifiée à la limite entre la première et la troisième Regio de la ville sur un terrain situé entre le palais d'Hormisdas (résidence de Justinien avant son accession au trône) et l'église des Saints-Pierre-et-Paul. Les deux églises partageaient alors un même narthex* , atrium* et propylée*. Cette nouvelle église devint le centre du complexe ; une partie subsiste encore aujourd'hui au sud de mur nord de l'un des deux autres édifices. L'église constituait l'un des plus imposants édifices religieux de Constantinople. Peu après la construction de l'église elle-même, un monastère fut ajouté près de celle-ci qui porta le même nom.
La construction de la nouvelle église commença peu avant celle de Hagia Sophia construite de 532 à 537. On a longtemps cru qu'elle avait été construite par les mêmes architectes, Isidore de Milet et  Anthémius de Tralles à titre d' « essai préparatoire » à la construction de ce qui devait être la plus grande église de l'Empire byzantin. Toutefois, son architecture diffère sensiblement dans ses détails de celle de Sainte-Sophie et la thèse selon laquelle il se serait agi d'un « modèle réduit » est maintenant abandonnée.
Dans les années 536-537, le Palais d'Hormisdas devint un monastère monophysite où les moines fidèles à cette doctrine trouvèrent refuge, protégés par l'impératrice Théodora.
En 551, le pape Vigile qui avait été sommé d'apparaître devant l'empereur à Constantinople y trouva refuge contre les soldats envoyés par Justinien pour l'arrêter, tentative qui avait dégénéré en émeute populaire. Pendant la période iconoclaste de l'Empire byzantin, le monastère devint l'un des centres de ce mouvement dans la capitale.

### Période ottomane
Après la conquête de Constantinople par les Ottomans en 1453,  l'église survécut intacte jusqu'au règne de Bajazet II. Entre 1506 et 1513, elle fut transformée en mosquée par l'eunuque en chef, Hüseyin Aga, gardien de la Bab-i-Saadet (littéralement, Porte de la Félicité) dans le palais du sultan, le Topkapi. On ajouta alors un portique et une médersa à l'église primitive .
En 1740, le grand vizir Hacs Ahmet Pasa restaura la mosquée et y ajouta la Chadirvan (fontaine). Les dommages causés par les tremblements de terre de 1648 et 1763 furent réparés en 1831 sous le règne du  sultan Mahmoud II. On construisit un premier minaret en 1762 qui fut démoli en 1940 et restauré en 1956.
L'édifice qui avait déjà subi des dommages importants au cours des siècles en raison de l'humidité et des tremblements de terre souffrit d'autres avanies lors de la construction du chemin de fer. Une partie de l'ancienne église Saints-Pierre-et-Paul au sud de l'édifice fut démolie pour faire place à la voie ferrée. D'autres dommages furent causés lors de l'utilisation de l'édifice comme centre d'accueil pour les réfugiés lors de la guerre des Balkans (1912-1913).
Les menaces à l'intégrité architecturale de l’édifice poussèrent l'UNESCO à l'inscrire sur sa liste des édifices menacés. Le Fonds mondial pour les monuments l'ajouta également à sa propre liste des 100 édifices les plus menacés en 2002, 2004 et 2006. Après d'importantes restaurations qui se terminèrent en 2006, l'édifice fut à nouveau ouvert au public et utilisé pour la prière.

## Architecture

### Extérieur
Comme il était d'habitude à cette époque, la maçonnerie extérieure de l'église utilise des briques profondément enfouies dans une épaisse couche de mortier. Les murs sont renforcés par des chaînes faites de petits morceaux de pierre.
Sa structure se présente sous forme d'une nef octogonale inscrite dans un rectangle irrégulier et coiffé d'un dôme de 17 mètres de diamètre.  Ce dôme repose sur seize compartiments dont huit ont une surface plane qui alternent avec huit dont la surface est concave, le tout reposant sur huit piliers polygonaux. Ce plan fut repris pour la construction de la basilique Saint-Vital de Ravenne et servit de modèle à l'architecte ottoman Mimar Koca Sinan ibn Abd al-Mannan pour la construction de la mosquée Rüstem Pasha. 
Le narthex* est situé du côté ouest, devant l'avant-chœur*. Plusieurs effets architecturaux utilisés dans cette église se retrouveront par la suite à Hagia Sophia : l'exèdre* continue la nef centrale suivant des axes en diagonal, des colonnes colorées séparent les déambulatoires* de la nef* permettant à la lumière et aux ombres des jeux de lumière contrastés sur les sculptures des chapiteaux* et  les entablements* .
Depuis la période ottomane, un portique* a remplacé l'atrium* et on a ajouté une cour avec un petit jardin, une fontaine pour les ablutions et plusieurs petites boutiques.

### Intérieur
À l'intérieur on trouve deux magnifiques colonnades* s’élevant sur deux étages et s'étendant sur les côtés nord, ouest et sud de l'édifice. Elles portent une élégante inscription en hexamètres grecs dédicacés à l'empereur Justinien, à sa femme l'impératrice Théodora et à saint Serge, le saint patron des soldats de l'armée romaine. Pour une raison que l'on ignore, saint Bacchus n'est pas mentionné. Les colonnes alternent entre le marbre ophicalcite* et le marbre de Sinada. La rangée du bas comporte seize colonnes, celle du haut en a huit. Plusieurs chapiteaux* portent les monogrammes de Justinien et de Théodora.
Rien ne subsiste toutefois de la décoration originelle de l'église que les chroniques de l'époque disaient être nombreuses alors que les murs étaient faits de diverses variétés de marbre. Lors de la conversion de l'église en mosquée, les fenêtres et l'entrée furent modifiées alors que le plancher fut surélevé et les murs plâtrés et peints.

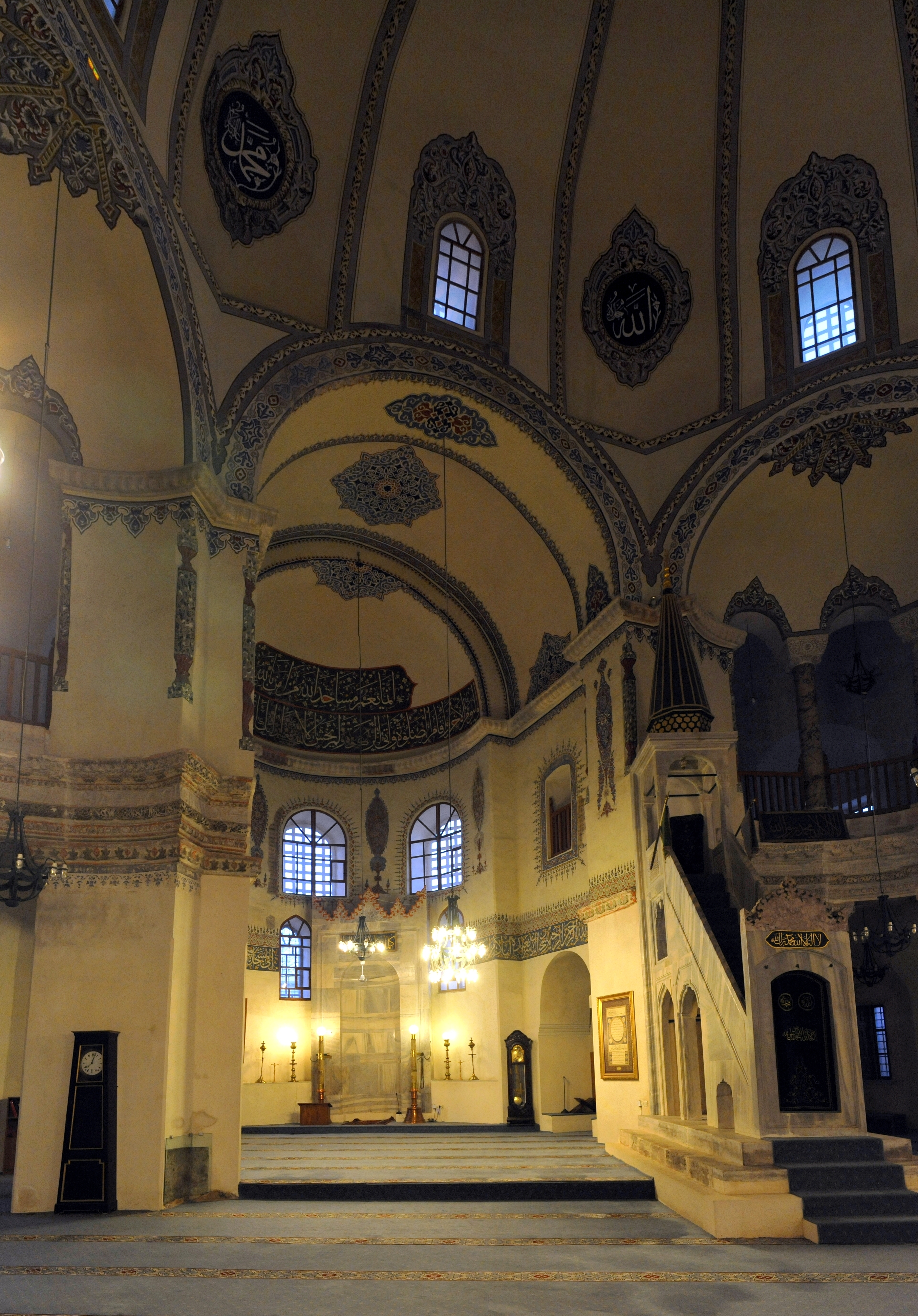
L'abside de l'ancienne église ; le minbar actuel se trouve au premier plan.
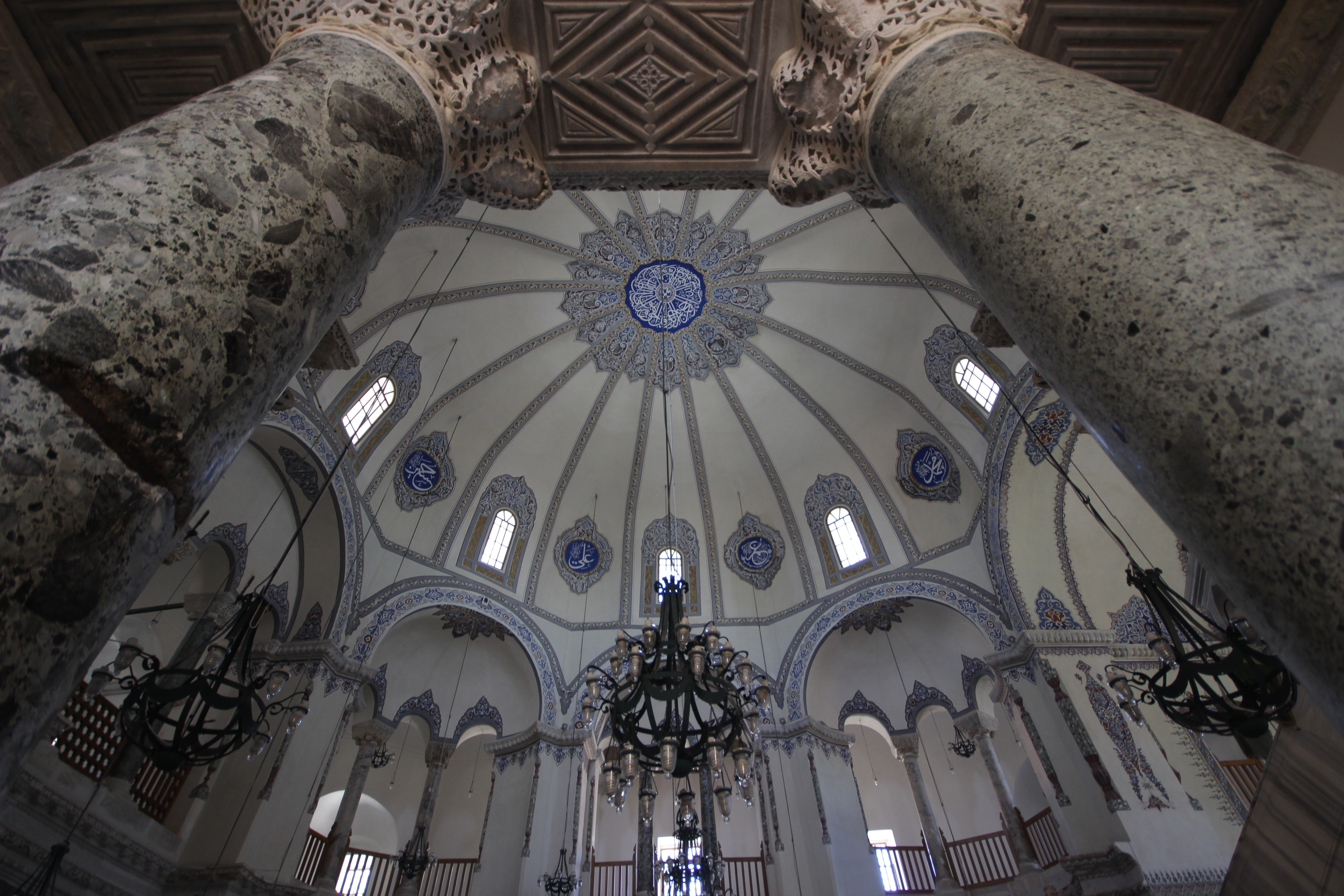
Détails des colonnes et de la partie nord du dôme.
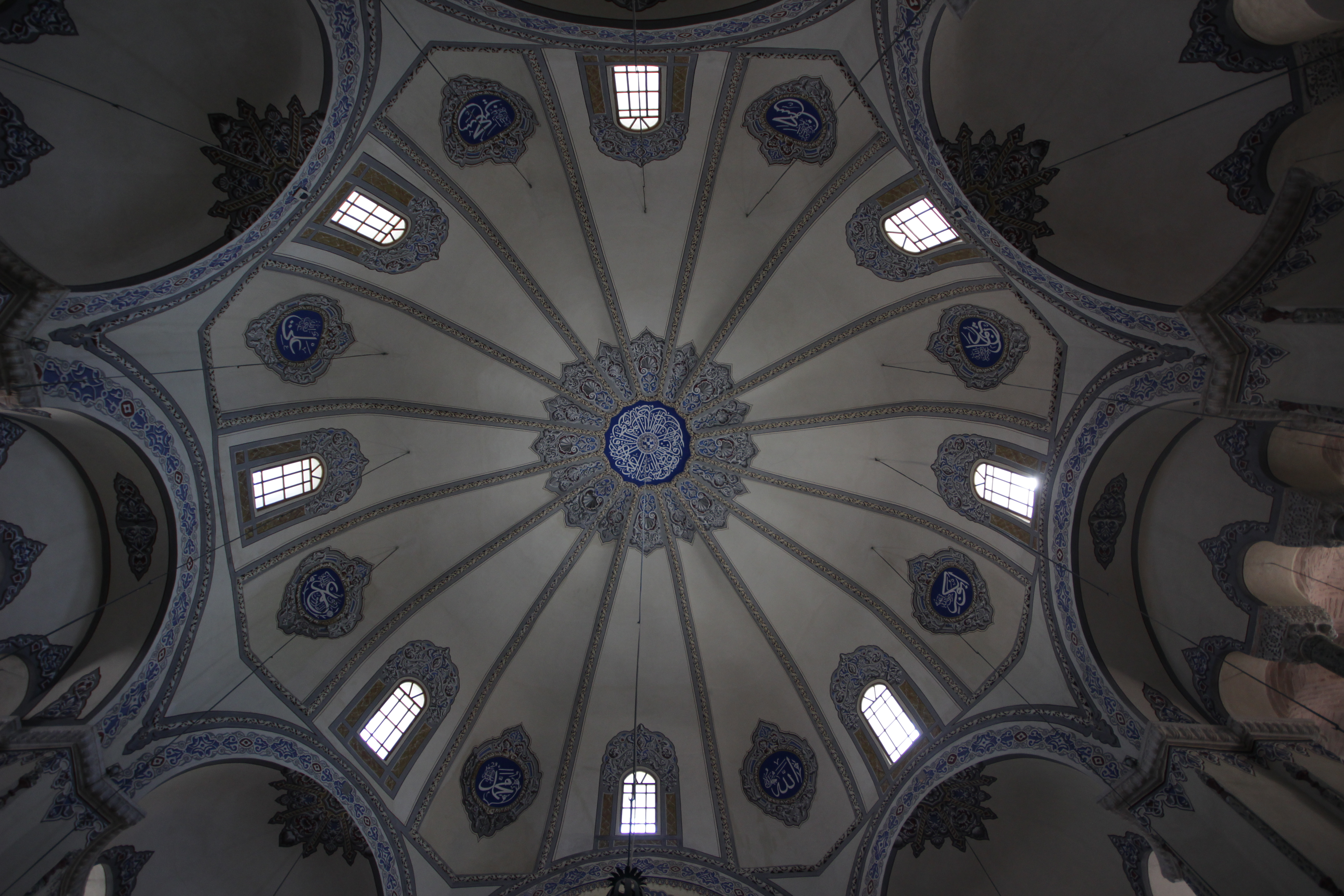
Le dôme.
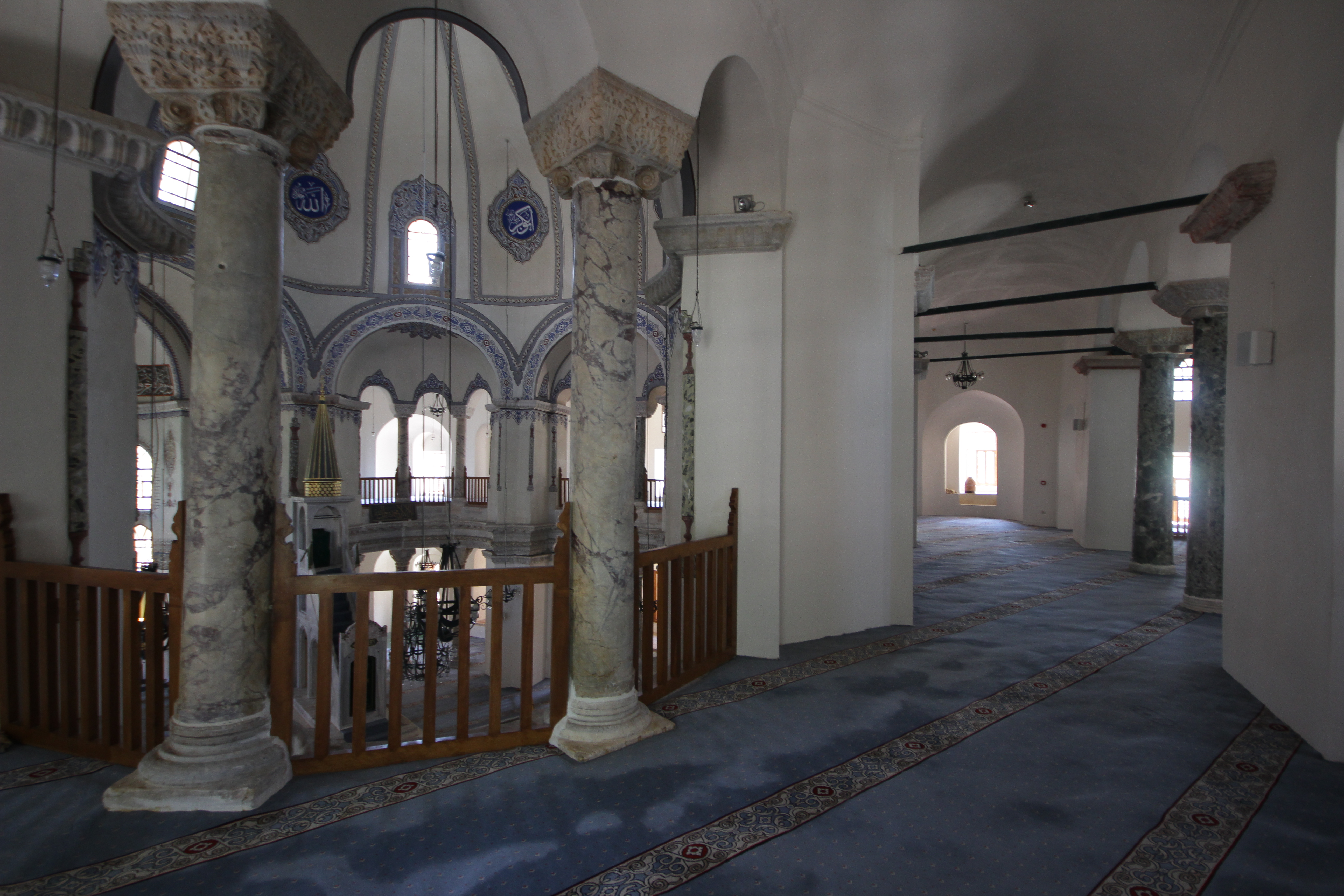
L'intérieur.
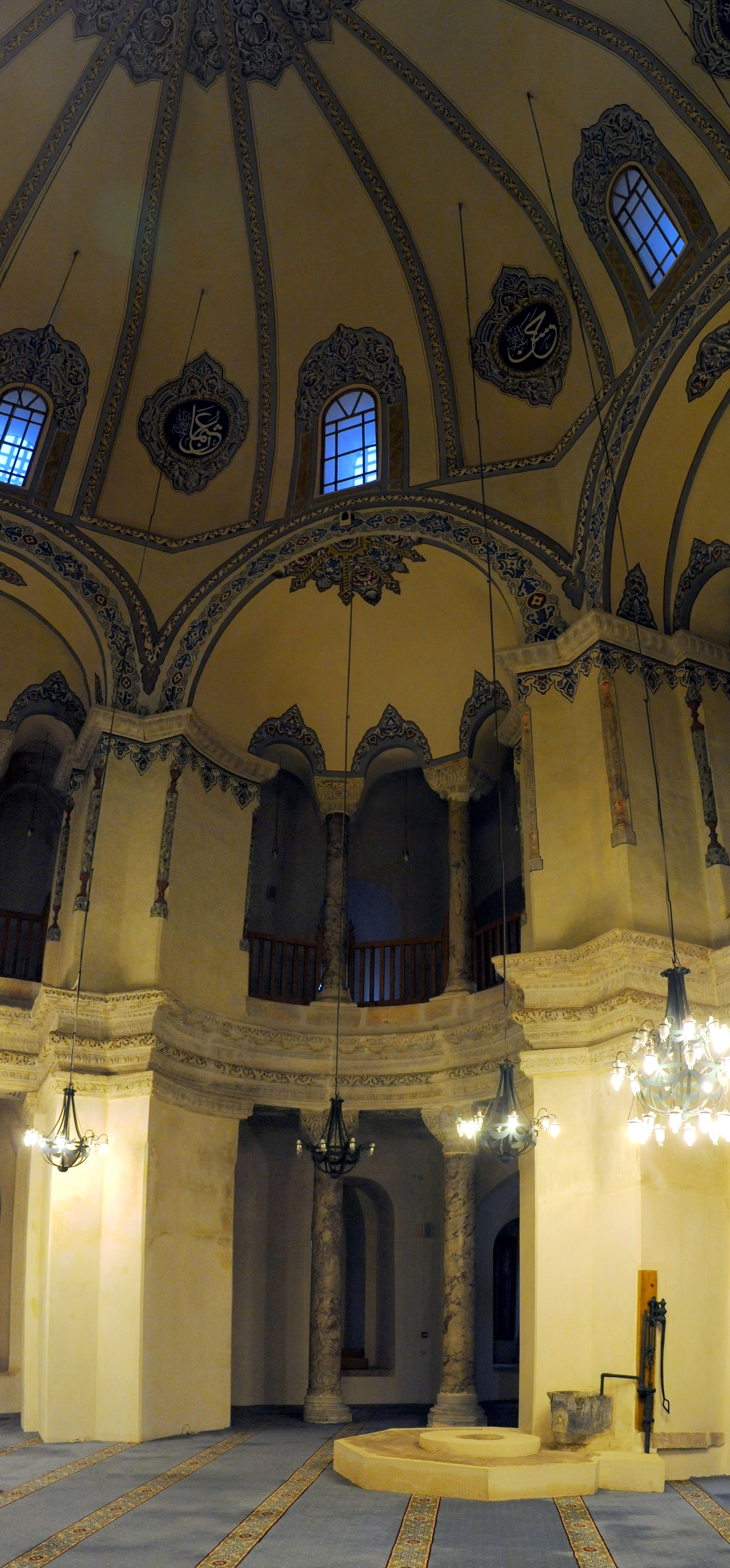
La colonnade.
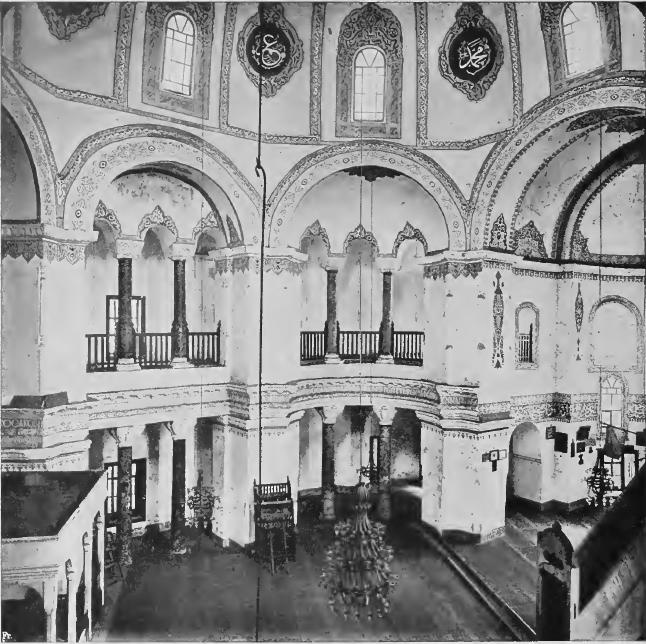
L'intérieur en 1914, section nord-ouest.
- Église des Saints-Serge-et-Bacchus

.

## Glossaire
- Atrium : enceinte extérieure de l'église ou parvis. Dans l'église primitive, c'était la seule partie de l'église à laquelle les personnes non encore baptisées (les catéchumènes) pouvaient accéder.
- Avant-chœur : dans une église, espace compris entre la grille centrale fermant le chœur du côté de la nef et la porte ou le jubé qui forme l'entrée du chœur; très souvent réservé au clergé.
- Chapiteau : élément de forme évasée qui couronne un support vertical et lui transmet les charges qu'il doit porter.
- Colonnade : succession de colonnes, jointes par leur entablement, décorant un édifice, ou formant un ensemble architectural à part entière.
- Déambulatoire : galerie autour du rond-point qui double le chœur et l'abside d'une église.
- Entablement : partie appuyée par une colonnade qui se situe entre le chapiteau et la corniche.
- Exèdre : banc de pierre semi-circulaire au fond de l'abside.
- Narthex : portique interne ménagé à l'entrée de certaines églises paléochrétiennes ou médiévales, qui fait transition entre l'extérieur et l'intérieur, le profane et le sacré, avant d'accéder à la nef proprement dite.
- Nef : salle oblongue allant du portail à l'hémicycle (pour la basilique) ou de la façade à la croisée du transept ou à l'entrée du chœur (pour l'église avec ou sans transept).
- Ophicalcite : variété de marbre à base de serpentine comme le Vert de Gênes ou Vert Maurin.
- Portique : galerie couverte dont les voûtes ou les plafonds sont supportés par des colonnes, des piliers ou des arcades soutenues par deux rangées de colonnes, ou par un mur et une rangée de colonnes.
- Propylée : porte monumentale ou vestibule à colonnes.